# Somma algebrica
Con somma algebrica si intende l'operazione di addizione o sottrazione di numeri complessi (quindi anche reali e a maggior ragione anche interi).

## Procedimento
Poiché sottrarre ad un numero r relativo un altro relativo p (r - p) equivale a sommare a r l'opposto di p, una sottrazione può essere sempre rimpiazzata da una somma.
Data una sequenza di addizioni e sottrazioni di numeri relativi
- questi vengono scritti di seguito, eliminando i segni di operazione
- si tralasciano le parentesi
- ogni numero relativo sommato mantiene lo stesso segno che aveva
- ogni numero relativo sottratto cambia di segno
- si procede addizionando come di consueto

## Esempi
{\displaystyle (-1,5)+(-0,7)\,=\,-1,5-0,7=-2,2}
{\displaystyle (+9)-(-3,5)\,=\,9+3,5=+12,5}
{\displaystyle (-{\sqrt {2}})-(-5)-(-{\sqrt {2}})+(-2)=-{\sqrt {2}}+5+{\sqrt {2}}-2=3}
{\displaystyle -{\sqrt {2,3}}+(-5,6+1,2)-(3,4-5,8-7,6)-(-3,2+7,4-1,12)=0,22}

## Somma algebrica di monomi
La somma algebrica di due o più monomi simili è un monomio simile agli addendi e concorde con questi se gli addendi sono concordi tra loro; se gli addendi sono discordi il segno del monomio somma è quello dell'addendo avente valore assoluto maggiore.